# Angus MacDonald
Angus Leed MacDonald (Winchester, 15 ottobre 1992) è un calciatore inglese, difensore dell'Exeter City.

## Caratteristiche tecniche
È un difensore centrale.

## Carriera

### Club
È cresciuto nelle giovanili dell'Reading.
Ha esordito in Championship il 27 agosto 2016 con la maglia del Barnsley in occasione dell'incontro vinto 4-0 contro il Rotherham Utd.

### Nazionale
Ha giocato nelle nazionali giovanili inglesi Under-16 ed Under-19.

## Palmarès

### Club

#### Competizioni nazionali
- English Football League Trophy: 1

Rotherham United: 2021-2022